# Aire d'attraction de Coutances
L'aire d'attraction de Coutances est un zonage d'étude défini par l'Insee pour caractériser l’influence de la commune de Coutances sur les communes environnantes, publiée en octobre 2020.. 

## Définition
L'aire d'attraction d'une ville est composée d’un pôle, défini à partir de critères de population et d’emploi ainsi que d’une couronne constituée des communes dont au moins 15 % des actifs travaillent dans le pôle. Le pôle d’attraction constitue ainsi un point de convergence des déplacements domicile-travail,. 

## Type et composition
L’aire d'attraction de Coutances est une aire intra-départementale qui comporte 37 communes dans la Manche. 
Elle est catégorisée dans les aires de moins de 50 000 habitants, une catégorie qui regroupe 12,2 de la population % au niveau national.
Publiée en octobre 2020, elle se substitue à l'aire urbaine de Coutances, qui comportait 14 communes dans le zonage précédent qui remontait à 2010.

### Carte

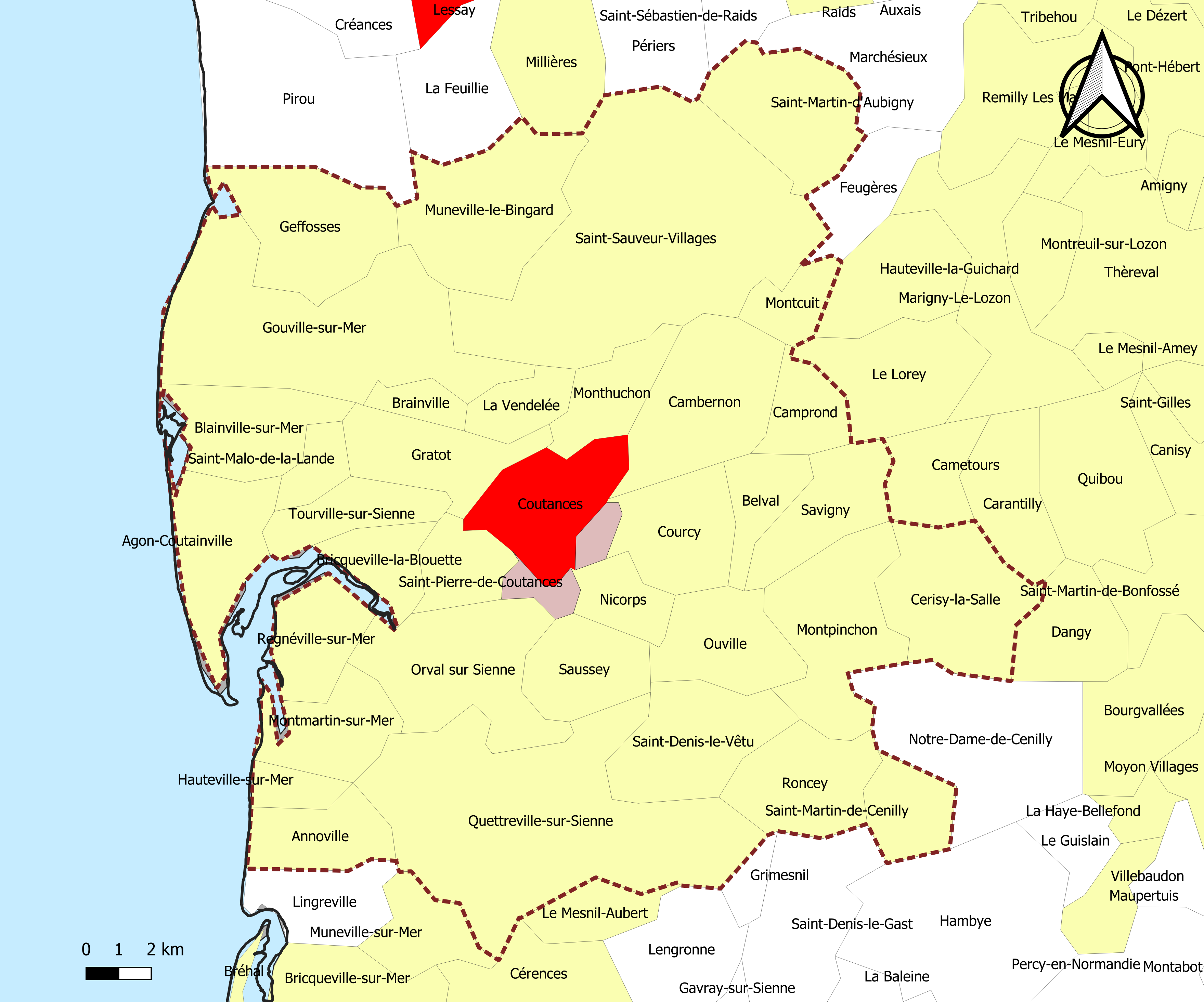
Carte de l'aire d'attraction de Coutances.
Commune-centre
Commune du pôle principal
Commune de la couronne

### Composition communale
| Nom                        | Code Insee | Département | Statut                    | Superficie (km2) | Population (dernière pop. légale) | Densité (hab./km2) | Modifier                                    |
| -------------------------- | ---------- | ----------- | ------------------------- | ---------------- | --------------------------------- | ------------------ | ------------------------------------------- |
| Coutances (commune-centre) | 50147      | Manche      | commune-centre            | 12,51            | 8 372 (2022)                      | 669                | modifier les données · modifier les données |
| Saint-Pierre-de-Coutances  | 50537      | Manche      | commune du pôle principal | 4,04             | 396 (2022)                        | 98                 | modifier les données · modifier les données |
| Agon-Coutainville          | 50003      | Manche      | commune de la couronne    | 12,35            | 3 013 (2022)                      | 244                | modifier les données · modifier les données |
| Belval                     | 50044      | Manche      | commune de la couronne    | 5,72             | 334 (2022)                        | 58                 | modifier les données · modifier les données |
| Blainville-sur-Mer         | 50058      | Manche      | commune de la couronne    | 11,60            | 1 604 (2022)                      | 138                | modifier les données · modifier les données |
| Brainville                 | 50072      | Manche      | commune de la couronne    | 3,19             | 213 (2022)                        | 67                 | modifier les données · modifier les données |
| Bricqueville-la-Blouette   | 50084      | Manche      | commune de la couronne    | 6,25             | 533 (2022)                        | 85                 | modifier les données · modifier les données |
| Cambernon                  | 50092      | Manche      | commune de la couronne    | 17,01            | 693 (2022)                        | 41                 | modifier les données · modifier les données |
| Camprond                   | 50094      | Manche      | commune de la couronne    | 6,27             | 386 (2022)                        | 62                 | modifier les données · modifier les données |
| Cerisy-la-Salle            | 50111      | Manche      | commune de la couronne    | 16,86            | 1 026 (2022)                      | 61                 | modifier les données · modifier les données |
| Courcy                     | 50145      | Manche      | commune de la couronne    | 11,45            | 623 (2022)                        | 54                 | modifier les données · modifier les données |
| Geffosses                  | 50198      | Manche      | commune de la couronne    | 15,07            | 498 (2022)                        | 33                 | modifier les données · modifier les données |
| Gouville-sur-Mer           | 50215      | Manche      | commune de la couronne    | 34,55            | 3 266 (2022)                      | 95                 | modifier les données · modifier les données |
| Gratot                     | 50219      | Manche      | commune de la couronne    | 10,73            | 674 (2022)                        | 63                 | modifier les données · modifier les données |
| Hauteville-sur-Mer         | 50231      | Manche      | commune de la couronne    | 3,31             | 707 (2022)                        | 214                | modifier les données · modifier les données |
| Heugueville-sur-Sienne     | 50243      | Manche      | commune de la couronne    | 5,88             | 462 (2022)                        | 79                 | modifier les données · modifier les données |
| Montcuit                   | 50340      | Manche      | commune de la couronne    | 4,79             | 185 (2022)                        | 39                 | modifier les données · modifier les données |
| Monthuchon                 | 50345      | Manche      | commune de la couronne    | 7,66             | 702 (2022)                        | 92                 | modifier les données · modifier les données |
| Montmartin-sur-Mer         | 50349      | Manche      | commune de la couronne    | 9,81             | 1 413 (2022)                      | 144                | modifier les données · modifier les données |
| Montpinchon                | 50350      | Manche      | commune de la couronne    | 16,94            | 543 (2022)                        | 32                 | modifier les données · modifier les données |
| Muneville-le-Bingard       | 50364      | Manche      | commune de la couronne    | 19,81            | 730 (2022)                        | 37                 | modifier les données · modifier les données |
| Nicorps                    | 50376      | Manche      | commune de la couronne    | 5,63             | 361 (2022)                        | 64                 | modifier les données · modifier les données |
| Orval sur Sienne           | 50388      | Manche      | commune de la couronne    | 19,04            | 1 222 (2022)                      | 64                 | modifier les données · modifier les données |
| Ouville                    | 50389      | Manche      | commune de la couronne    | 11,20            | 447 (2022)                        | 40                 | modifier les données · modifier les données |
| Quettreville-sur-Sienne    | 50419      | Manche      | commune de la couronne    | 49,42            | 3 181 (2022)                      | 64                 | modifier les données · modifier les données |
| Regnéville-sur-Mer         | 50429      | Manche      | commune de la couronne    | 8,50             | 731 (2022)                        | 86                 | modifier les données · modifier les données |
| Roncey                     | 50437      | Manche      | commune de la couronne    | 12,15            | 776 (2022)                        | 64                 | modifier les données · modifier les données |
| Saint-Denis-le-Vêtu        | 50464      | Manche      | commune de la couronne    | 14,08            | 605 (2022)                        | 43                 | modifier les données · modifier les données |
| Saint-Malo-de-la-Lande     | 50506      | Manche      | commune de la couronne    | 4,01             | 462 (2022)                        | 115                | modifier les données · modifier les données |
| Saint-Martin-d'Aubigny     | 50510      | Manche      | commune de la couronne    | 15,16            | 606 (2022)                        | 40                 | modifier les données · modifier les données |
| Saint-Martin-de-Cenilly    | 50513      | Manche      | commune de la couronne    | 6,76             | 206 (2022)                        | 30                 | modifier les données · modifier les données |
| Saint-Sauveur-Villages     | 50550      | Manche      | commune de la couronne    | 53,70            | 3 250 (2022)                      | 61                 | modifier les données · modifier les données |
| Saussey                    | 50568      | Manche      | commune de la couronne    | 8,89             | 458 (2022)                        | 52                 | modifier les données · modifier les données |
| Savigny                    | 50569      | Manche      | commune de la couronne    | 10,16            | 433 (2022)                        | 43                 | modifier les données · modifier les données |
| Tourneville-sur-Mer        | 50272      | Manche      | commune de la couronne    | 17,51            | 1 668 (2022)                      | 95                 | modifier les données · modifier les données |
| Tourville-sur-Sienne       | 50603      | Manche      | commune de la couronne    | 7,50             | 772 (2022)                        | 103                | modifier les données · modifier les données |
| La Vendelée                | 50624      | Manche      | commune de la couronne    | 5,04             | 468 (2022)                        | 93                 | modifier les données · modifier les données |